# Porady Górne
Porady Górne – wieś w Polsce położona w województwie łódzkim, w powiecie rawskim, w gminie Biała Rawska.
Wieś wymieniana w 1449 r. jako Poradi.
W latach 1954-1958 wieś była siedzibą gromady Porady Górne, po jej zniesieniu w gromadzie Biała. W latach 1975–1998 miejscowość administracyjnie należała do województwa skierniewickiego.
Znajduje się tu przystanek kolejowy Pągów.